# Смелтервілл (Айдахо)
Смелтервілл (англ. Smelterville) — місто в окрузі Шошоні, штат Айдахо, США. Згідно з переписом 2010 року населення становило 627 осіб, що на 24 особи менше, ніж 2000 року.

## Географія
Смелтервілл розташований за координатами 47°32′33″ пн. ш. 116°10′39″ зх. д. / 47.54250° пн. ш. 116.17750° зх. д. (47.542423, -116.177448).  За даними Бюро перепису населення США в 2010 році місто мало площу 0,80 км², з яких 0,80 км² — суходіл та 0,00 км² — водойми.

## Демографія

### Перепис 2010 року
За даними перепису 2010 року, у місті проживало 627 осіб у 305 домогосподарствах у складі 154 родин. Густота населення становила 780,9 ос./км². Було 370 помешкань, середня густота яких становила 460,8/км². Расовий склад міста: 95,4 % білих, 0,5 % афроамериканців, 1,8 % індіанців, 0,2 % тихоокеанських остров'ян, 0,6 % інших рас, а також 1,6 % людей, які зараховують себе до двох або більше рас. Іспанці та латиноамериканці незалежно від раси становили 4,6 % населення.
Із 305 домогосподарств 22,3 % мали дітей віком до 18 років, які жили з батьками; 37,7 % були подружжями, які жили разом; 8,5 % мали господиню без чоловіка; 4,3 % мали господаря без дружини і 49,5 % не були родинами. 40,7 % домогосподарств складалися з однієї особи, в тому числі 16,4 % віком 65 і більше років. У середньому на домогосподарство припадало 2,06 мешканця, а середній розмір родини становив 2,79 особи.
Середній вік жителів міста становив 42,6 року. Із них 20,3 % були віком до 18 років; 8,3 % — від 18 до 24; 24,5 % від 25 до 44; 30,8 % від 45 до 64 і 15,9 % — 65 років або старші. Статевий склад населення: 52,2 % — чоловіки і 47,8 % — жінки.
Середній дохід на одне домашнє господарство  становив 33 462 долари США (медіана — 23 426), а середній дохід на одну сім'ю — 39 238 доларів (медіана — 35 357). За межею бідності перебувало 31,2 % осіб, у тому числі 35,9 % дітей у віці до 18 років та 1,8 % осіб у віці 65 років та старших.
Цивільне працевлаштоване населення становило 199 осіб. Основні галузі зайнятості: освіта, охорона здоров'я та соціальна допомога — 22,6 %, мистецтво, розваги та відпочинок — 22,1 %, роздрібна торгівля — 19,6 %.

### Перепис 2000 року
За даними перепису 2000 року, в місті проживало 651 особа у 308 домогосподарствах у складі 165 родин. Густота населення становила 785,5 ос./км². Було 355 помешкань, середня густота яких становила 428,3/км². Расовий склад міста: 96,77 % білих, 0,15 % афроамериканців, 1,54 % індіанців, 0,15 % азіатів, 0,31 % інших рас і 1,08 % людей, які зараховують себе до двох або більше рас. Іспанці та латиноамериканці незалежно від раси становили 1,54 % населення.
Із 308 домогосподарств 21,4 % мали дітей віком до 18 років, які жили з батьками; 38,3 % були подружжями, які жили разом; 8,8 % мали господиню без чоловіка, і 46,4 % не були родинами. 37,7 % домогосподарств складалися з однієї особи, в тому числі 16,6 % віком 65 і більше років. У середньому на домогосподарство припадало 2,11 мешканця, а середній розмір родини становив 2,75 особи.
Віковий склад населення: 21,2 % віком до 18 років, 8,6 % від 18 до 24, 27,6 % від 25 до 44, 24,0 % від 45 до 64 і 18,6 % від 65 років і старші. Середній вік жителів — 39 року. Статевий склад населення: 51,0 % — чоловіки і 49,0 % — жінки.
Середній дохід домогосподарств у місті становив $21 908, родин — $30 341. Середній дохід чоловіків становив $26 029 проти $16 250 у жінок. Дохід на душу населення в місті був $14 572. Приблизно 15,5 % родин і 22,4 % населення перебували за межею бідності, включаючи 29,1 % віком до 18 років і 12,5 % від 65 і старших.